# Sha-la-la
Sha-La-La es el tercer álbum de estudio de la banda Los Fuckin Sombreros. Fue publicado en junio del 2006 por Fuckin Records. 

## Canciones
1. Predicador
2. Sha-la-la
3. Always on my Mind
4. Sí o No
5. Fuckin Twist
6. Tarde o Temprano
7. Lyin
8. 40 días
9. Corina
10. Terminal Blues
11. Impro #11
12. Vivimos en Tiempos Extraños
13. Sobrio otra Vez